# Sticky Fingers (band)
Sticky Fingers is een Australische reggae fusion/indie rock-band opgericht in Sydney in 2008. De band bestaat uit Dylan Frost (zang/gitaar), Paddy Cornwall (bass/zang), Seamus Coyle (gitaar), Beaker best (drums), Freddy Crabs (toetsenist). De band is opgericht door Frost, Best en Cornwall nadat Cornwall en Best Frost zagen spelen buiten het Cooper Hotel in Newtown (New South Wales).

## Discografie

### Studioalbums
- Caress Your Soul (2013)
- Land of Pleasure (2014)
- Westway (The Glitter & the Slums) (2016)
- Yours to Keep (2019)
- Lekkerboy (2022)

### Ep's
- Helping Hand (2009)
- Extended Play (2010)
- Happy Endings (2011)

### Singles
- "Caress Your Soul" (2012)
- "Clouds and Cream" (2012)
- "Gold Snafu" (2014)
- "Just for You" (2014)
- "Ghost Town" (2015)
- "Outcast at Last" (2016)
- "Our Town" (2016)
- "Cool & Calm" (2018)